# Météo-France
Météo-France, établissement public à caractère administratif, est le service officiel de la météorologie et de la climatologie en France, et offre ses services à l'Andorre. À ce titre, il exerce les attributions de l'État en matière de sécurité météorologique des personnes et des biens. Météo-France est notamment chargé de l'observation, la prévision et l'étude des phénomènes météorologiques, de l'état du manteau neigeux et de l'état de la surface de la mer et de l'émission des vigilances météorologiques pour les territoires français de métropole et d'outre-mer. L'établissement est également chargé de la conservation de la mémoire du climat et de l'élaboration de projections climatiques globales et régionales. Météo-France exerce ses activités et ses missions dans le cadre d'un contrat d'objectifs et de performance avec l'État.

## Histoire
Depuis le XIXe siècle, le service national français de météorologie a existé sous plusieurs noms, :
- Service météorologique de l’Observatoire de Paris, mis en place par Urbain Le Verrier en 1855[1], après la catastrophe navale française du 14 novembre 1854 en mer Noire, due à une tempête qui coule 41 navires ;
- Bureau central de météorologie (décret du 14 mai 1878 - 1921) ;
- Office national météorologique (mars 1921-1945) ;
- Direction de la Météorologie nationale (1945-1993).

Finalement, Météo-France est créé par le décret no 93-861 du 18 juin 1993 comme établissement public sous la tutelle du ministre chargé des transports, par transformation des statuts de ce qui était, depuis 1976, la direction de la météorologie nationale (DMN) au sein du ministère des Transports,.

### Quelques jalons historiques
- Le 16 février 1855, le projet d'Urbain Le Verrier de réseau de météorologie destiné à avertir les marins de l'arrivée des tempêtes, est adopté par l'Empereur Napoléon III. Trois jours plus tard, Le Verrier présente à l'Académie des sciences la première carte météorologique de France[8] ;
- Le 17 mars 1898, le premier ballon-sonde météo français est lancé depuis l'observatoire météorologique de Trappes, en région parisienne, sous la direction de Léon Teisserenc de Bort[9] ;
- Le 15 juillet 1922, l'Organisation nationale de météorologie française diffuse la première émission de radio d'un bulletin météorologique depuis un émetteur placé sur la tour Eiffel. Dès lors, trois bulletins quotidiens sont émis[10] ;
- Le 17 décembre 1946, Paul Douchy, prévisionniste de la Météorologie nationale, présente le premier bulletin météo à la télévision française. Ce bulletin hebdomadaire devient quotidien à partir de février 1958[11],[12] ;
- 1960 : Le KL 901, premier ordinateur de la Météorologie nationale destiné aux études de la prévision numérique du temps, est installé à Paris ;
- 1963 : Au Centre de météorologie spatiale nouvellement créé à Lannion, une image transmise par le satellite météorologique américain Tiros 8 est reçue pour la première fois ;
- 1968 : L'ordinateur CDC 6400, acquis en 1967 par la Météorologie nationale, est utilisé quotidiennement pour la prévision numérique du temps ;
- 1977 : Le programme Météosat débute, permettant à l'Europe de posséder ses premiers satellites d'observation météo. Le 23 novembre 1977, Météosat 1 est lancé avec succès.
- 1980 : Le programme Aramis est lancé dans le but d'améliorer l'observation pluviographique, puis la prévision des pluies en installant des radars pour couvrir la France métropolitaine[13] ;
- 1991 : Les services centraux de prévision, de climatologie et d'informatique de Météo-France sont transférés à Toulouse, sur le site créé en 1982. Il accueille déjà l'École nationale de la météorologie et le Centre national de recherches météorologiques ;
- 1994 : Météo-France commence à utiliser pour les besoins de la prévision du temps une première version du modèle numérique à domaine limité Aladin. Ce modèle de prévision régional est développé dans le cadre d'une coopération internationale avec les services météorologiques d'Europe Centrale et orientale ;
- 1996 : Météo-France lance le projet « Radome » pour moderniser son réseau de stations d'observation au sol[14],[15] ;
- 2001 : Météo-France et GAI (Vaisala) rachètent l'entreprise Météorage[16] ;
- Le 1er octobre 2001, Météo-France publie sa première carte de vigilance météorologique. Ce nouveau dispositif permet d'informer simultanément la population, les pouvoirs publics et les médias en cas de phénomènes météorologiques dangereux. Prévu à l'origine pour couvrir 5 types d'aléas (vent violent, fortes précipitations, orages, neige-verglas et avalanche), le dispositif n'a cessé d'être élargi depuis. En 2011, notamment, il intègre l'aléa "vagues-submersion"[17]. En 2015, le dispositif couvre neuf phénomènes (vent violent, pluie-inondation, orages, neiges-verglas, inondation, avalanches, canicule, grand froid et vagues-submersion) ;
- 2008 : Le modèle Arome devient opérationnel[18]. Le modèle régional sur la France à très haute résolution permet de mieux modéliser les phénomènes locaux tels que les orages et les brouillards. La prévision des phénomènes dangereux s'en trouve améliorée, tant au niveau de leur intensité que de leur localisation ;
- 2012: Météo-France lance le projet PUMA (Programme plUri-annuel de Modernisation du réseau ARAMIS). Les anciens radars sont renouvelés en utilisant de nouvelles technologies (double-polarisation, par exemple) et de nouveaux radars sont installés afin de couvrir la totalité du territoire national (Outre-mer et région de montagne) afin d'améliorer la prévision des pluies, notamment dans le sud de la France où certains épisodes cévenols ou épisodes méditerranéens ont eu des conséquences dramatiques[19],[20] ;
- 2014 : Météo-France se dote de deux nouveaux supercalculateurs, d'une puissance de 1 Pétaflop, soit une puissance de calcul douze fois plus importante que le système précédent. Un nouveau renforcement des moyens de calcul est prévu d'ici fin 2016 : la puissance réelle devrait être alors à nouveau multipliée par 3[21]. Ces performances permettent notamment d'améliorer la qualité des prévisions aux courtes échéances et des projections climatiques à long terme ;
- 2015 : La prévision météorologique franchit une nouvelle étape grâce au lancement de nouvelles versions[22]des modèles numériques utilisés par Météo-France. La résolution du modèle régional Arome, qui couvre la France métropolitaine, est dorénavant de 1,3 km (contre 2,5 km auparavant) sur la métropole, permettant de progresser dans le suivi des phénomènes météorologiques très localisés ;
- 2016 : mise en service opérationnel de la plateforme RhyTMME[23] qui agrègent les données des radars bande X de la région PACA, des données hydrologiques et géologiques afin de permettre de mieux évaluer la gravité des risques crues et inondations sur cette région[24] ; le modèle Arome est déployé pour les régions et territoires d'outre-mer[25] ;
- 2017 : lancement du site tempetes.meteo.fr qui liste les tempêtes ayant affecté le territoire métropolitain[26] ;
- 2018 : utilisation des méthodes d’intelligence artificielle (IA) pour la détection d’« objets précipitant » dans le modèle AROME[27] ; nouvelles projections climatiques de l’enneigement à moyenne altitude établissant le lien entre l’accroissement de température depuis l’époque pré-industrielle et les baisses locales d’enneigement[28] ; participation au rapport spécial « 1,5° C » du GIEC ; nouvelle version du compte twitter @VigiMeteoFrance dédié aux phénomènes dangereux où le relai automatique des évolutions de la carte de vigilance s’accompagne de posts précis élaborés par les prévisionnistes de Météo-France[29] ;
- 2019 : choix d’ATOS pour le renouvellement des calculateurs haute performance[30] ; développement d’un système opérationnel de prévision des sargasses aux Antilles[31] ;
- 2020 : mise en place du consortium ACCORD[32] réunissant 26 pays d’Europe et d’Afrique du Nord avec pour objectif premier l’amélioration de la prévision numérique du temps (PNT) à haute résolution et à courte échéance[33].

## Fonctionnement

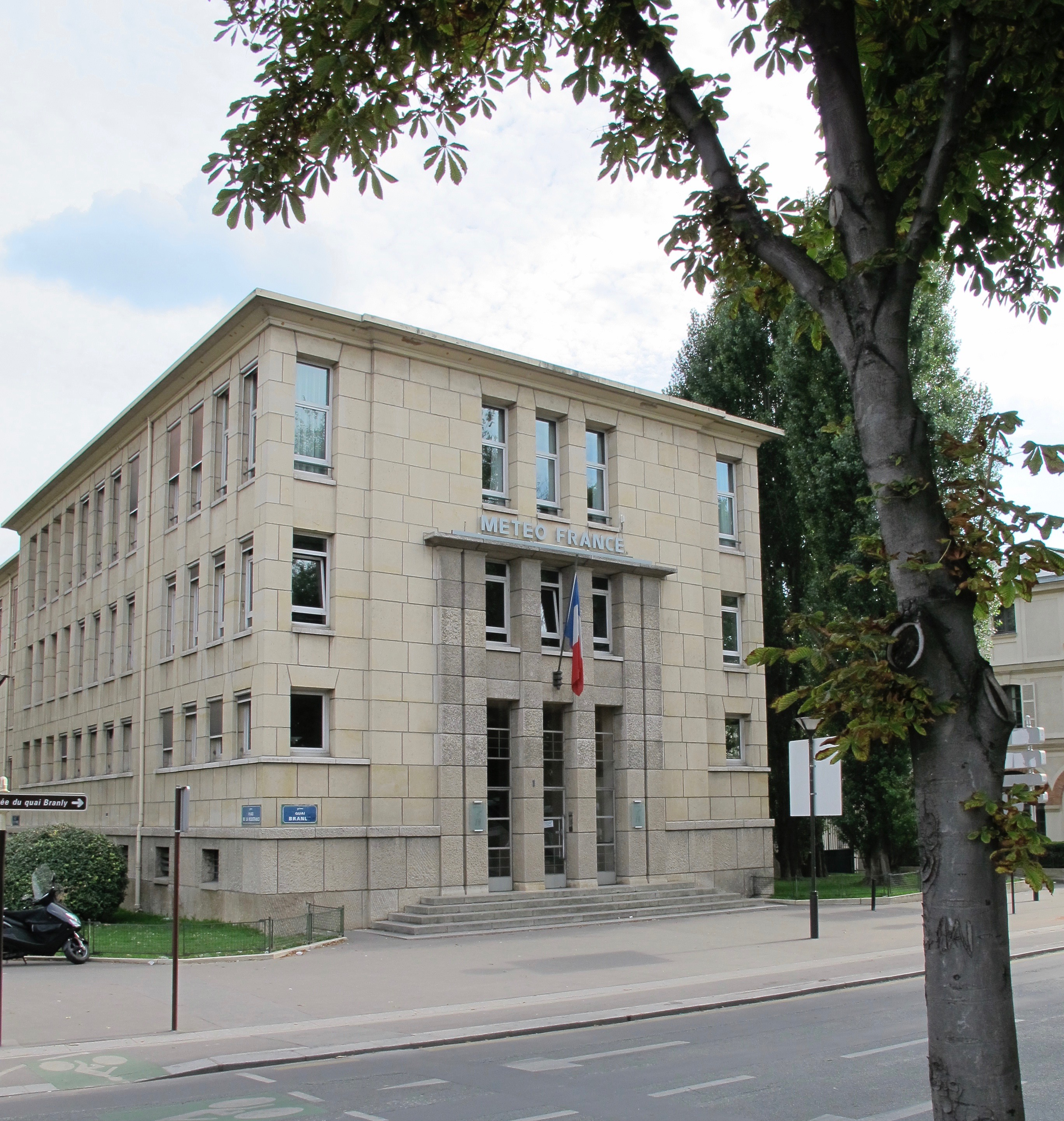
Ancien siège de Météo-France, quai Branly à Paris (2011), vendu puis détruit pour laisser place à un « Centre spirituel et culturel orthodoxe russe » comportant une cathédrale orthodoxe.

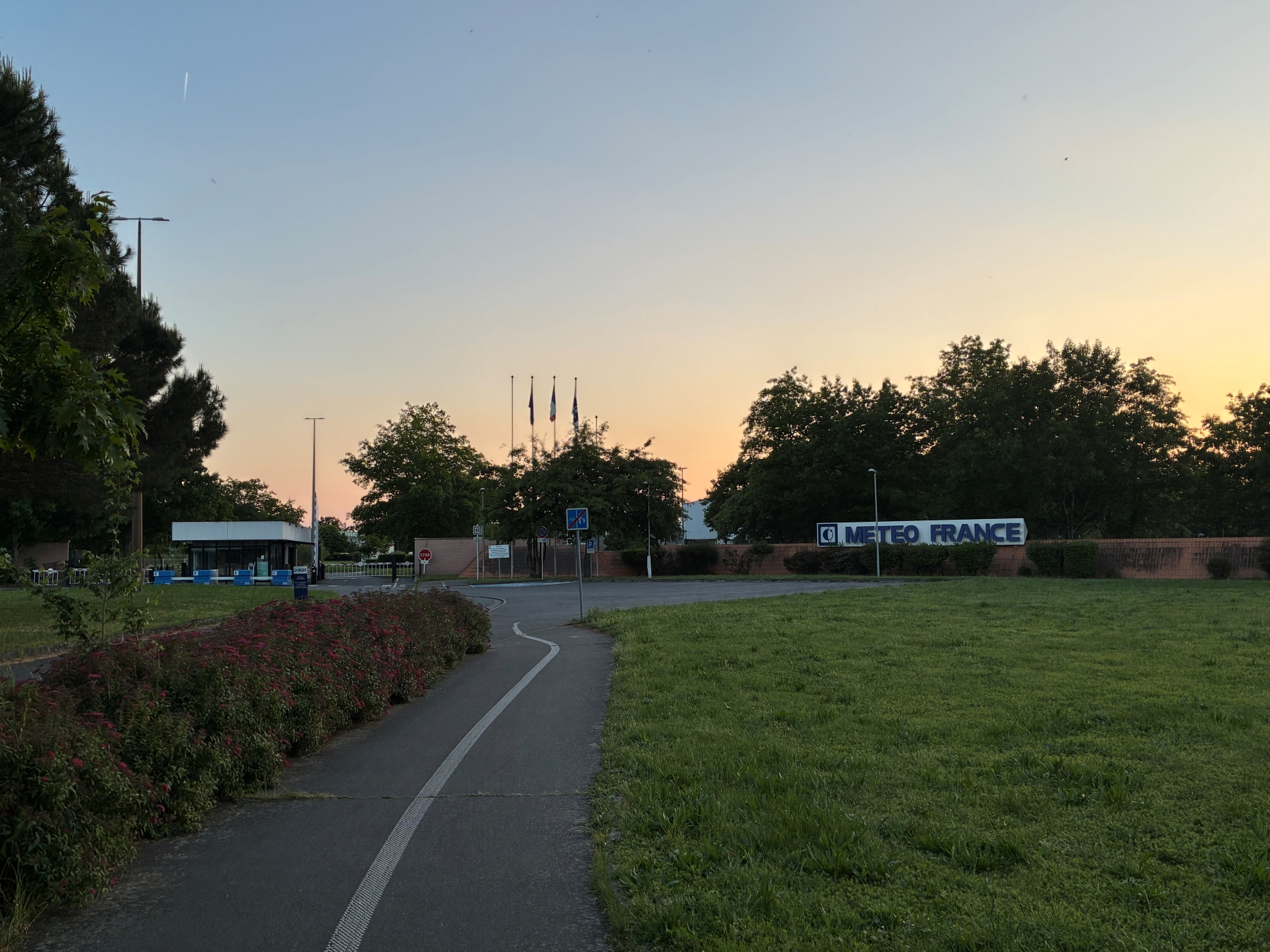
Entrée de la Météopôle à Toulouse, en mai 2025, siège de la majeure partie des services opérationnels et de recherche de Météo-France.

Les orientations stratégiques des missions et des activités de Météo-France sont fixées dans le cadre de contrats d'objectifs et de performance avec l'État,. Son budget de 415,5 millions d'euros en 2024 est alimenté par l'État français au titre de sa subvention pour charges de service public (SCSP, 46,6 %), les redevances aériennes (20,6 %), la subvention au titre de la contribution à l'Organisation européenne pour l'exploitation des satellites météorologiques (EUMETSAT, pour 14,5 %), des recettes commerciales (8,3 % hors filiales), d'autres financements publics (5,8 %) et des contrats de recherche (4,3 %).
Après avoir été situé 1 quai Branly à Paris, son siège se trouve 73 avenue de Paris à Saint-Mandé depuis novembre 2011. Une grande partie de ses services comprenant environ 1 000 salariés, soit plus d'un tiers de l'effectif total est installée à Toulouse depuis 1982. L'établissement compte sept directions interrégionales en métropole et cinq outre-mer, basées en Martinique (assurant la gestion et la coordination pour la Guadeloupe, les îles du nord Saint-Martin, et St-Barthélemy et la Guyane), en Nouvelle-Calédonie, Polynésie française, à La Réunion et à Saint-Pierre-et-Miquelon.
Les plans de rationalisation et de maîtrise des dépenses engagés par Météo-France à partir de 2008 ont conduit à une diminution des effectifs et à la fermeture des deux tiers des implantations locales de l'établissement,. Ces plans sont associés à une diminution de 17 % de 2012 à 2021 de la dotation de l'État à euros courants, qui est passée de 211,35 millions d'euros en 2012 à 174,7 millions d'euros en 2021 . Le nombre d'implantations locales de Météo-France est passé de 108 sites en 2008 à 55 en 2017 avec la fermeture de 53 sites entre 2011 et 2016. Ce nombre s'est réduit à 37 sites (et 4 référents territoriaux installés hors d'un centre) en Métropole en 2022. Parallèlement, l'effectif des personnels a diminué de 29 % entre 2008 et 2022, passant de 3 649 en 2008 à 2 586 personnes en 2022. Une partie de ces baisses d'effectifs (baisse du plafond d'emploi de 450 équivalents temps plein) se sont déroulées de 2017 à 2022 dans le cadre du programme « Action publique 2022 » lancé en septembre 2017 par le gouvernement d'Édouard Philippe, dont les organisations syndicales avaient réclamé l’abandon. En 2018, un rapport parlementaire de la commission des Finances estime que c'est alors la structure même de l’établissement qui se trouve remise en cause par cette baisse du plafond d'emploi de 450 équivalents temps plein. Le Conseil exécutif de la collectivité de Corse présidé par Gilles Simeoni a publié le 21 août 2022, après les orages violents du 18 août dont les rafales de vent associées ont fait cinq morts en Corse, un communiqué dans lequel il pose la question : « Les baisses des effectifs au sein de Météo France ont-elles diminué la qualité de la surveillance, notamment en période nocturne ? ».
| 1998  | 1999  | 2000  | 2001  | 2002  | 2003  | 2004  | 2005  | 2006  |
| ----- | ----- | ----- | ----- | ----- | ----- | ----- | ----- | ----- |
| 3 742 | 3 697 | 3 666 | 3 707 | 3 737 | 3 724 | 3 731 | 3 717 | 3 705 |

| 2007  | 2008  | 2009  | 2010  | 2011  | 2012  | 2013  | 2014  | 2015  |
| ----- | ----- | ----- | ----- | ----- | ----- | ----- | ----- | ----- |
| 3 658 | 3 649 | 3 614 | 3 558 | 3 492 | 3 444 | 3 364 | 3 331 | 3 201 |

| 2016  | 2017  | 2018  | 2019  | 2020  | 2021  | 2022  | 2023  | 2024  |
| ----- | ----- | ----- | ----- | ----- | ----- | ----- | ----- | ----- |
| 3 124 | 3 019 | 2 940 | 2 858 | 2 755 | 2 654 | 2 586 | 2 606 | 2 635 |

Météo-France est signataire du Pacte PME.

### Administration et direction
Météo-France est dirigé par un président-directeur général et administré par un conseil d'administration. Ce dernier comprend neuf représentants de l'État nommés pour quatre ans par le ministre chargé des transports, quatre personnalités nommées pour quatre ans par décret sur proposition du ministre chargé des transports et choisies en raison de leur compétence, et six représentants élus du personnel de Météo-France.
Le président-directeur général est choisi parmi les membres du conseil d'administration. Il est nommé pour quatre ans. Depuis septembre 2019, Météo-France est dirigé par Virginie Schwarz. Le directeur général adjoint est, au 2 décembre 2022, Alain Soulan.

#### Anciens directeurs
Les anciens directeurs ou présidents-directeurs généraux de l'établissement comptent parmi eux :
Bureau central météorologique
- Éleuthère Mascart, de 1878 à 1908 ;
- Alfred Angot, de 1908 à 1921.

Office national météorologique
- Émile Delcambre, de 1921 à 1934 ;
- Philippe Wehrlé, de 1935 à 1944 ;
- André Viaut, de 1944 à 1945.

Direction de la Météorologie nationale
- André Viaut, de 1945 à 1964 ;
- Jean Bessemoulin, de 1964 à 1975[47] ;
- Roger Mittner, du 1er janvier 1976 au 1er janvier 1982[48] ;
- Jean Labrousse, de 1982 à 1986[49] ;
- André Lebeau, de 1986 au 17 juin 1993.

Météo-France
- André Lebeau, du 18 juin 1993 au 20 février 1995.
- Jean-Pierre Beysson, de février 1995 à novembre 2005. Il avait été auparavant nommé président du conseil d'administration le 19 novembre 1993[50] et cumule à partir du 7 août 1996 les deux fonctions, comme le feront par la suite ses successeurs ;
- Pierre-Étienne Bisch, de novembre 2005 à mars 2009 ;
- François Jacq, de mars 2009 à décembre 2013 ;
- Jean-Marc Lacave, du 1er janvier 2014 à juillet 2019[51].

### Personnel et formation
Le personnel permanent sous plafond d'emploi de l'établissement est composé majoritairement de fonctionnaires de plusieurs corps de l'État (86 % au 31/12/2023), d'agents contractuels de la fonction publique (11,5 % au 31/12/2023), et d'ouvriers d'État (2,5 % au 31/12/2023).
Parmi les fonctionnaires et ouvriers d'État, le personnel peut-être scindé en 4 grandes catégories :
- le personnel de direction est formé d'ingénieurs des ponts, des eaux et des forêts (IPEF), des administrateurs de l'État, et des fonctionnaires de corps comparables de l'État de catégorie A+ accueillis en détachement comme les directeurs de recherche du CNRS ou des établissements publics scientifiques et technologiques français ;
- le personnel scientifique et technique du corps des ingénieurs des travaux de la météorologie (ITM), et des fonctionnaires de corps comparables de l'État de catégorie A accueillis en détachement comme les chargés de recherche du CNRS ou des établissements publics scientifiques et technologiques français ;
- le personnel scientifique et technique du corps des techniciens supérieurs de la météorologie des filières exploitation (TSE) ou instrumentation (TSI), et des fonctionnaires de corps comparables de l'État de catégorie B accueillis en détachement comme les techniciens supérieurs des études et de l'exploitation de l'aviation civile (TSEEAC) ;
- le personnel administratif, technique et médico-social issu des corps des attachés d'administration de l'État (AAE ou ATTAE), des adjoints d'administration de l'aviation civile (ADAAC), des assistants d'administration de l'aviation civile (ASAAC), et des ouvriers d'État, entre autres.

La majeure partie du personnel reçoit ainsi une partie de sa formation initiale à l'École nationale de la météorologie (ENM), école publique d'ingénieurs qui constitue une des directions de Météo-France et fait partie de l'Institut national polytechnique de Toulouse. L'ENM réalise aussi une partie de la formation professionnelle continue des agents de Météo-France. L'ENM forme également des ingénieurs civils, ainsi que les personnels spécialisés en météorologie des Armées. Elle est localisée sur la Météopole, le campus toulousain regroupant la majorité des directions centrales et thématiques de Météo-France.

## Missions
Le décret portant création de l'établissement public Météo-France définit ses missions.
En tant qu'organisme météorologique et climatologique national français, Météo-France est chargéde surveiller 24 heures sur 24 l'atmosphère, l'océan superficiel et le manteau neigeux, d'en prévoir les évolutions et de diffuser les informations correspondantes. Il exerce les attributions de l'État en matière de sécurité météorologique des personnes et des biens.
Cette mission se traduit notamment par la publication de cartes de vigilance en cas de prévision de phénomènes météorologiques dangereux, et le support aux autres services de l'État pour la gestion des inondations et sécheresses. L'établissement contribue également à la gestion des risques sanitaires et technologiques dépendants de la météorologie : surveillance de la qualité de l'air, des pollens, prévision de la dispersion des pollutions accidentelles – chimiques ou nucléaires – dans l'atmosphère ou à la surface de la mer. Dans ses domaines de compétence, Météo-France est ainsi amené à intervenir en support aux services chargés en métropole et en outre-mer de la sécurité civile, de la prévention des risques majeurs et de la sûreté nucléaire.
Météo-France apporte également une assistance météorologique opérationnelle aux forces armées françaises, que ce soit sur le territoire national ou sur les théâtres d'opération à l'étranger. Cette mission est assurée par le Centre interarmées de Soutien météo-océanographique des forces (CISMF) installé sur le site de Météo-France à Toulouse.
Météo-France est d'ailleurs chargé de :
- La gestion d'un réseau d'observation :

Météo-France est chargé de gérer, de maintenir et de moderniser un réseau d'observation de l'atmosphère, de l'océan superficiel et du manteau neigeux en métropole et outre-mer. Il intègre également les observations météorologiques effectuées par d'autres organismes publics.
- La conservation de la mémoire du climat

Météo-France est chargé de constituer et de gérer la banque de données du climat passé et actuel. La mémoire du climat impose la collecte des observations et des conditions de mesure. Ces observations sont nécessaires pour produire des modèles climatiques numériques et anticiper les changements de climat. Météo-France met en place les moyens de stockage et d'accès à des données. Elles sont exploitées quotidiennement pour des productions en temps quasi-réel, mais sont aussi la base d'études très pointues. Préciser la connaissance du climat est un impératif pour la recherche et les politiques publiques d'adaptation au changement climatique. Météo-France a entrepris un effort de recherche et de sauvetage de documents contenant des données anciennes[réf. souhaitée]. L'évolution du climat passé est calculé à partir des longues séries de données observées. Le soutien aux politiques publiques d'adaptation au changement climatique occupe par ailleurs une place croissante dans les activités de Météo-France. L'établissement s'emploie notamment à préciser les impacts des changements climatiques. Météo-France est ainsi associé aux travaux du Groupe d'experts intergouvernemental sur l'évolution du climat (GIEC), notamment pour la réalisation de projections climatiques. L'établissement contribue à divers projets coopératifs, notamment en liaison avec le Plan national d'adaptation au changement climatique (PNACC).
- L'assistance météorologique à la navigation aérienne

Dans le cadre du ciel unique européen (CUE), Météo-France est désigné comme le prestataire exclusif de l'assistance météorologique pour la navigation dans l'espace aérien sous juridiction française. Cette mission s'effectue sous le contrôle direct de la direction générale de l'Aviation civile (DGAC). Les principaux services de  Météo-France à l’aviation civile sont : la participation au service mondial de météorologie de l’espace ; la veille pour le risque associé à l’émission de cendres volcaniques pour l’Afrique, une partie de l’Europe et de l’Asie ; la veille cyclonique dans le sud de l’Océan Indien ; l'élaboration de cartes signalant les enjeux météorologiques pour les avions en croisière pour différentes zones : Europe élargie, France métropolitaine, outre-mer ; des messages d’avertissement en cas de phénomènes dangereux pour l’aéronautique.
- L'amélioration de la connaissance et des données météorologiques et climatiques

Par ses activités de recherche et de développement, Météo-France participe à l'amélioration de l'observation et de la connaissance de l'atmosphère et de ses interactions avec les autres milieux naturels, les activités humaines et le climat. Cette mission s'effectue à l'échelle nationale et internationale, en coopération avec d'autres organismes. La diffusion des nouvelles connaissances ainsi acquises et des données météorologiques fait partie intégrante des attributions de service public de Météo-France.
- La formation des personnels civils et militaires spécialistes en météorologie

Météo-France définit, assure et contrôle la formation et le perfectionnement de ces publics, et contribue d'une manière générale à l'enseignement de la météorologie. Cette mission est assurée par l'École nationale de la météorologie (ENM) qui lui est directement rattachée.
- La représentation de la France au sein des organisations météorologiques internationales et européennes

En tant qu'organisme météorologique et climatologique national, Météo-France représente la France, et est chargé de remplir ses engagements, au sein de l'Organisation météorologique mondiale (OMM) qui coordonne la coopération internationale sur le plan technique, mais aussi au sein de toute organisation internationale ou européenne ayant vocation à s'occuper de météorologie.
- La contribution au développement économique et à l'amélioration de la qualité de vie, en répondant aux besoins d'information des secteurs d'activités météo-sensibles

Météo-France assure cette mission par le biais de la mise à disposition de données publiques auprès de ses publics et à travers son activité commerciale. Cette dernière vise à développer des services météorologiques et climatiques adaptés aux besoins des collectivités et d'entreprises de secteurs tels que l'énergie, les transports, l'agriculture,, l'assurance et l'assainissement en milieu urbain.

### Critiques

#### Application mobile: données personnelles
En juillet 2019, Mediapart indique que les données personnelles des utilisateurs de l'application de smartphone de Metéo-France n'étaient pas sécurisées et transmises sans le consentement des utilisateurs. Divers traceurs pouvaient transmettre des données, notamment de géolocalisation, à diverses régies publicitaires.

#### Accès aux données météo
En 2019 encore, les données de Météo-France ne sont pas en libre accès. Dans un rapport d'information du Sénat (2019), une des propositions était : « Accorder un accès gratuit aux données nécessaires à l’élaboration des politiques d’adaptation, notamment aux scénarios climatiques régionalisés de Météo-France ». La proposition n'a pas été retenue ; il n'y a qu'un portail et certains outils ainsi que certaines fiches de stations donnant les normales.
En 2021, ce n'est plus le cas, cela s'accompagne d'une augmentation du nombre d'entreprises concurrentes (Libération titre: « Face à Météo France, des concurrents comme s’il en pleuvait »).

#### Dégradation des prévisions (2023-2024)
En février et mars Le HuffPost et Libération ont fait état d'une enquête qui dénonce une dégradation des analyses météorologiques de Méteo-France suite à baisse des effectifs et l'utilisation d'une intelligence artificielle censée compenser le départ du personnel. Des employés de l'entreprise décrivent également une dégradation de leurs conditions de travail qui affecte la qualité des bilans météorologiques. Cette dégradation avait été dénoncée lors d'une grève en décembre 2023,.

## Activités
Pour assurer ses missions, Météo-France conduit des activités techniques multiples dont les orientations stratégiques font l'objet de Contrats d'Objectifs et de Performance avec l'État.

### L'observation
Les observations sont la matière première utilisée par les météorologues pour prévoir le temps, et par les climatologues pour observer le climat. Le réseau d'observation de Météo-France se compose de différents systèmes gérés en propre ou avec d'autres organismes :
- des stations météorologiques en surface du réseau « Radome » (sur terre et en mer) capables de mesurer un grand nombre de paramètres (vent, température, humidité, précipitations) et également la surveillance particulière des crues et inondations avec le réseau Salamandre, pression, rayonnement, état de surface, quantité de nuages et hauteur de leur base, hauteur de neige (avec le réseau Nivôse), vagues, houle, etc.[67] ;
- des radars hydrométéorologiques du réseau ARAMIS pour mesurer et observer les précipitations[68] ;
- des satellites météorologiques dont la gestion est mutualisée au niveau européen par Eumetsat[69] ;
- des radiosondages pour effectuer des mesures en altitude (5 sites en métropole, 10 outre-mer, 4 sur navires marchands); des capteurs embarqués sur des bateaux ou des avions[70] ;
- des lidars et des sodars qui fournissent des mesures utiles en particulier sur les aéroports (visibilité, détection d'aérosols, intensité et direction du vent)[71] ;
- d'un réseau de détecteurs de foudre géré par Météorage, une filiale indépendante et commerciale détenue par Météo-France et Vaisala[72],[73].

Aux observations effectuées par Météo-France s'ajoutent celles recueillies dans les autres pays. L'échange de données entre centres météorologiques se fait grâce à un système d'information spécifique et partagé, défini par l'Organisation météorologique mondiale (OMM).
La modernisation et le renouvellement du réseau existant font partie des priorités fixées par l'État à Météo-France, notamment grâce à la poursuite du déploiement de stations automatiques de nouvelle génération et l'amélioration de la couverture radar du territoire métropolitain et outre-mer.

### La prévision du temps
La prévision météorologique constitue un des cœurs de métier de Météo-France et consiste à prévoir l'évolution de l'atmosphère, de l'océan superficiel et du manteau neigeux. L'élaboration d'une prévision météorologique peut se décomposer en quatre étapes, les deuxième et troisième étapes constituant ce que l'on appelle la prévision numérique du temps :
- l'observation de l'état de l'atmosphère grâce aux satellites, radars, stations au sol, bouées…
- l'assimilation de données d'observations, c'est-à-dire le traitement permettant de les rendre utilisables par le modèle.
- la simulation de l'évolution des paramètres météorologiques, effectuée grâce à des modèles de prévision numérique s'appuyant sur les lois fondamentales de la mécanique des fluides, de la thermodynamique, des changements d'état de l'eau.
- l'analyse des résultats par les prévisionnistes : connaissant les imperfections des modèles et les caractéristiques locales des climats, ils ajustent les résultats des simulations et définissent le scénario le plus probable, et le traduisent en cartes et bulletins adaptés aux utilisateurs.

Les prévisionnistes caractérisent aussi les risques de phénomènes dangereux et prennent des décisions concernant la vigilance météorologique. Ils assurent un contact direct avec certaines catégories d'utilisateurs, comme le service chargé de la sécurité civile.
Pour simuler le comportement de l'atmosphère, Météo-France développe et utilise deux modèles de prévision numérique du temps :
- Le modèle global Arpège (acronyme d'« Action de recherche petite échelle grande échelle ») couvre l'ensemble du globe avec une résolution variant de 7,5 km sur la métropole à 60 km aux antipodes. Il est utilisé pour prévoir les évolutions des phénomènes de grande échelle (dépressions, anticyclones) et pour la prévision jusqu'à une échéance de 3 jours sur la métropole et l'outre-mer.
- Des modèles régionaux : en France métropolitaine, Arome (acronyme d'« Application de la recherche à l'opérationnel à méso-échelle ») simule depuis fin 2008 l'état de l'atmosphère avec une maille qui est, en 2016, de 1,3 km. Ces informations très détaillées permettent aux prévisionnistes d'affiner leur prévision à petite échelle, notamment pour anticiper et localiser des phénomènes potentiellement dangereux comme les orages.

Pour réaliser leurs bulletins, les prévisionnistes expertisent les sorties de ces différents modèles de prévision, ainsi que les résultats des modèles des services météorologiques étrangers.
Météo-France participe également au même titre que tous les états membres au développement du modèle global de prévision du Centre européen pour les prévisions météorologiques à moyen terme, basé à Reading, en Grande-Bretagne, qui simule l'état de l'atmosphère jusqu'à 10 jours d'échéance.
L'optimisation constante de la pertinence et de la qualité de la prévision numérique, et l'amélioration des prévisions de l'état du manteau neigeux et de l'état de la surface de la mer font partie des priorités fixées à Météo-France.

### La gestion d'un système informatique et de moyens de calcul haute performance
Dès les années 1960, la direction de la Météorologie Nationale se dote de moyens de calcul et de stockage informatique de haute performance pour l'époque. Ceci afin de traiter et stocker les observations, réaliser les opérations en lien avec la prévision numérique du temps, et mener ses activités d'études et de recherche. Le premier calculateur installé au début des années 1960 est le KL 901, pouvant effectuer 100 000 additions ou soustractions, 8 000 multiplications ou 3 000 racines carrées à la seconde. Les calculateurs de Météo-France sont alors installés au siège de Paris, avenue Rapp.
L'installation de plusieurs services centraux à Toulouse, dont le Service Central d'Exploitation de la Météorologie (SCEM) en 1992, où s'effectuent les prévisions à l'échelle nationale, conduit au transfert des activités de calcul à Toulouse. Ainsi, le Cray-2 SN2027 est installé en décembre 1991 à Toulouse pour une mise en opérationnel en février 1992. En 1993, un Cray Y-MP C98 est installé et inauguré le 24 septembre sur le site de la Météopôle. Il est remplacé par des supercalculateurs Fujitsu VPP700 puis VPP5000 durant la décennie 1997 à 2007, puis NEC SX8R et SX9 de 2007 à 2013. 
En 2014, deux supercalculateurs Bull DLC B710 sont choisis, d'une puissance de calcul douze fois plus importante que celle du système précédent. En 2017, ils sont remplacés par deux supercalculateurs Bull DLC B720, à processeurs Xeon E5, totalisant chacun environ 72 000 cœurs et d'une capacité de calcul d’approximativement 2,5 pétaflops, qui étaient en 61e et 62e positions au classement des supercalculateurs TOP500 de novembre 2017. En 2020, l'établissement se dote de deux supercalculateurs d'une puissance de calcul crête théorique de 21,48 pétaflops, multipliant par 5,5 la puissance de calcul par rapport aux supercalculateurs précédents,. Ils se trouvent en novembre 2020 en 30e et 34e positions au TOP500,. 
Météo-France dispose aujourd'hui de moyens de calcul et de stockage parmi les meilleurs centres de calcul français et mondiaux, pour réaliser l'ensemble de ses activités opérationnelles et de recherche. 
| Annéed'installation | Nom      | Système               | Puissanceélectrique | Performanceréelle Linpack{\displaystyle R_{\mathrm {max} }} | Performancethéorique{\displaystyle R_{\mathrm {peak} }} | Rang mondialau TOP500à l'installation |
| ------------------- | -------- | --------------------- | ------------------- | ----------------------------------------------------------- | ------------------------------------------------------- | ------------------------------------- |
| 1993                |          | Cray Y-MP C98/4256    |                     | 3,27 GFlop/s                                                | 3,81 GFlop/s                                            | 94e en 11/1993                        |
| 1994                |          | Cray Y-MP C98/8256    |                     | 6,85 GFlop/s                                                | 7,62 GFlop/s                                            | 127e en 06/1995                       |
| 1997                |          | Fujitsu VPP700/26E    |                     | 58,0 GFlop/s                                                | 62,4 GFlop/s                                            | 68e en 06/1998                        |
| 1999                |          | Fujitsu VPP5000/31    |                     | 286,0 GFlop/s                                               | 297,6 GFlop/s                                           | 32e en 11/1999                        |
| 2003                |          | Fujitsu VPP5000/64    |                     | 563,0 GFlop/s                                               | 614,4 GFlop/s                                           | 147e en 06/2003                       |
| 2007                | Sumo     | NEC SX8R              |                     | 4,06 TFlop/s                                                | 4,50 TFlop/s                                            | 492e en 06/2007,                      |
| 2007                | Tori     | NEC SX8R              |                     | 4,06 TFlop/s                                                | 4,50 TFlop/s                                            | 493e en 06/2007,                      |
| 2010                | Kumo     | NEC SX9               |                     |                                                             | 16,3 TFlop/s                                            | Non classé                            |
| 2010                | Yuki     | NEC SX9               |                     |                                                             | 16,3 TFlop/s                                            | Non classé                            |
| 2013                | Beaufix  | Bullx DLC B710 Blades | 401,0 kW            | 500,28 TFlop/s                                              | 557,28 TFlop/s                                          | 62e en 11/2013                        |
| 2014                | Prolix   | Bullx DLC B710 Blades |                     | 464,86 TFlop/s                                              | 513,22 TFlop/s                                          | 81e en 06/2014                        |
| 2016                | Prolix2  | Bullx DLC 720         | 830,4 kW            | 2,17 PFlop/s                                                | 2,53 PFlop/s                                            | 41e en 06/2016                        |
| 2016                | Beaufix2 | Bullx DLC 720         | 830,2 kW            | 2,16 PFlop/s                                                | 2,58 PFlop/s                                            | 52e en 11/2016                        |
| 2020                | Belenos  | Bull Sequana XH2000   | 1655 kW             | 7,68 PFlop/s                                                | 10,47 PFlop/s                                           | 29e en 06/2020                        |
| 2020                | Taranis  | Bull Sequana XH2000   | 1672 kW             | 8,19 PFlop/s                                                | 10,32 PFlop/s                                           | 30e en 11/2020                        |

L'affichage des données ponctuelles ou grillées issues des observations ou des modèles de prévision numérique est réalisé sur des logiciels équipant l'ensemble des stations de travail des prévisionnistes. Un premier système appelé SYNERGIE a été utilisé entre 1994 et la fin des années 2010. En 2016, l'établissement a terminé de déployer une nouvelle station de travail plus interopérable appelée Synopsis.

### La climatologie et le développement de services climatiques
La climatologie est la branche de la météorologie consacrée à l'étude du climat. Météo-France contribue à reconstituer le climat passé à travers notamment des actions de sauvegarde de données anciennes et à caractériser le climat présent et les événements extrêmes (canicule, sécheresse, vagues de froid, tempêtes...). Ses climatologues travaillent par ailleurs à préciser l'évolution future du climat et les impacts associés, notamment en développant un modèle global de climat et les versions régionales. Ces efforts profitent au développement de services climatiques en appui aux politiques d'adaptation au changement climatique. La contribution à la lutte contre le changement climatique est une des orientations stratégiques fixées à Météo-France par l'État sur la période 2012-2016.

#### La conservation de la mémoire du climat
Météo-France est chargé de la conservation de la mémoire du climat, dans le continuum de ses activités météorologiques. La mémoire du climat impose la collecte des observations et des conditions de mesures, les « métadonnées », qui sont conservées au même titre que les données elles-mêmes.
Dans le cadre de la mission de « mémoire du climat » confiée à Météo-France, une action majeure mobilise Météo-France et les Archives nationales,. La signature en janvier 2012 du partenariat scientifique entre les deux institutions et le soutien de la Fondation BNP Paribas, a permis de mener une opération de grande ampleur. Un travail d'inventaire scientifique et archivistique est effectué sur les relevés climatologiques de la période 1850-1970 conservés par les Archives nationales à Fontainebleau. Les carnets d'observations, les comptes rendus quotidiens (CRQ), les relevés des départements, des postes bénévoles, des écoles normales, des hôpitaux militaires d'outre-mer sont autant de sources précieuses d'informations pour la connaissance du climat passé de la France et de ses anciennes colonies.
Sur la base des données météorologiques anciennes, Météo-France produit de longues séries homogènes de référence qui permettent de caractériser les évolutions passées du climat en métropole et en outre-mer. La technique dite « d'homogénéisation » utilisée vise à extraire toute perturbation des mesures qui ne seraient pas liée à une évolution climatique. Ces longues séries de données permettent d'étudier la variabilité naturelle et anthropique (engendrée par les activités humaines) du climat qui est une part très importante de l'activité de recherche sur le climat. Météo-France dispose de plus de 200 séries homogénéisées de température minimale et maximale et 1100 séries de précipitations en métropole depuis les années 1950, et d'environ 30 séries de température minimale et maximale et 70 séries de précipitations en Outre-Mer.

#### Produire de nouvelles projections climatiques globales et régionales
En se basant sur les différents scénarios d'émissions de gaz à effet de serre définis par le Groupe d'experts intergouvernemental sur l'évolution du climat (GIEC), Météo-France réalise des projections climatiques. Elles visent à quantifier les changements climatiques à l'échelle du globe et régionale, mais aussi leurs impacts sur les phénomènes comme la mousson, les cyclones tropicaux ou encore la fonte de la banquise. Ces projections climatiques sont réalisées grâce à des modèles climatiques.
Depuis les années 1990, Météo-France développe ses propres modèles climatiques. De son modèle global Arpège utilisé pour ses prévisions météorologiques, l'établissement a décliné une version décrivant le climat à long terme : Arpège-Climat,. Les chercheurs de Météo-France réalisent également des projections plus fines, à l'échelle régionale ou d'un pays, grâce au modèle Aladin-Climat pour préciser les impacts locaux de changements climatiques, au plus près des attentes des utilisateurs.

#### Développer de nouveaux services climatiques
L'établissement développe et commercialise des services climatiques destinés aux décideurs, aux entreprises, aux organismes techniques et du public. L'objectif est de leur fournir des informations sur le climat passé et futur sous une forme adaptée à leurs besoins, afin qu'ils puissent prendre en compte les impacts du changement climatique dans le pilotage de leurs activités.
Météo-France accompagne des acteurs nationaux, locaux, publics ou privés de secteurs variés (énergie, tourisme, agriculture, urbanisme...) dans trois domaines spécifiques :
- diagnostic du changement climatique à l'échelle régionale et locale (en France et à l'étranger) ;
- adaptation au changement climatique ;
- formation et sensibilisation.

Météo-France contribue ainsi aux politiques publiques d'atténuation et d'adaptation prévues par le Plan national d'adaptation au changement climatique (PNACC). L'établissement met notamment à la disposition des collectivités (régions, départements, villes) des produits standards dérivés de ses projections climatiques pour les aider à définir leurs Plans climat énergie territoriaux et les schémas régionaux climat-air-énergie.
De plus, l'établissement met librement à disposition des citoyens, de bureaux d'études, chercheurs et acteurs climat-sensibles des données sur le climat futur. Météo-France a ainsi développé une application sur les évolutions du climat passé et futur à l'échelle régionale sur le territoire métropolitain, Climat HD, gratuite et accessible à tous. Il coordonne et enrichit également depuis 2012 le portail internet DRIAS-les futurs du Climat (donner accès aux scénarios climatiques Régionalisés français pour l'Impact et l'Adaptation de nos Sociétés et environnement), également gratuit et accessible à tous.

### La recherche

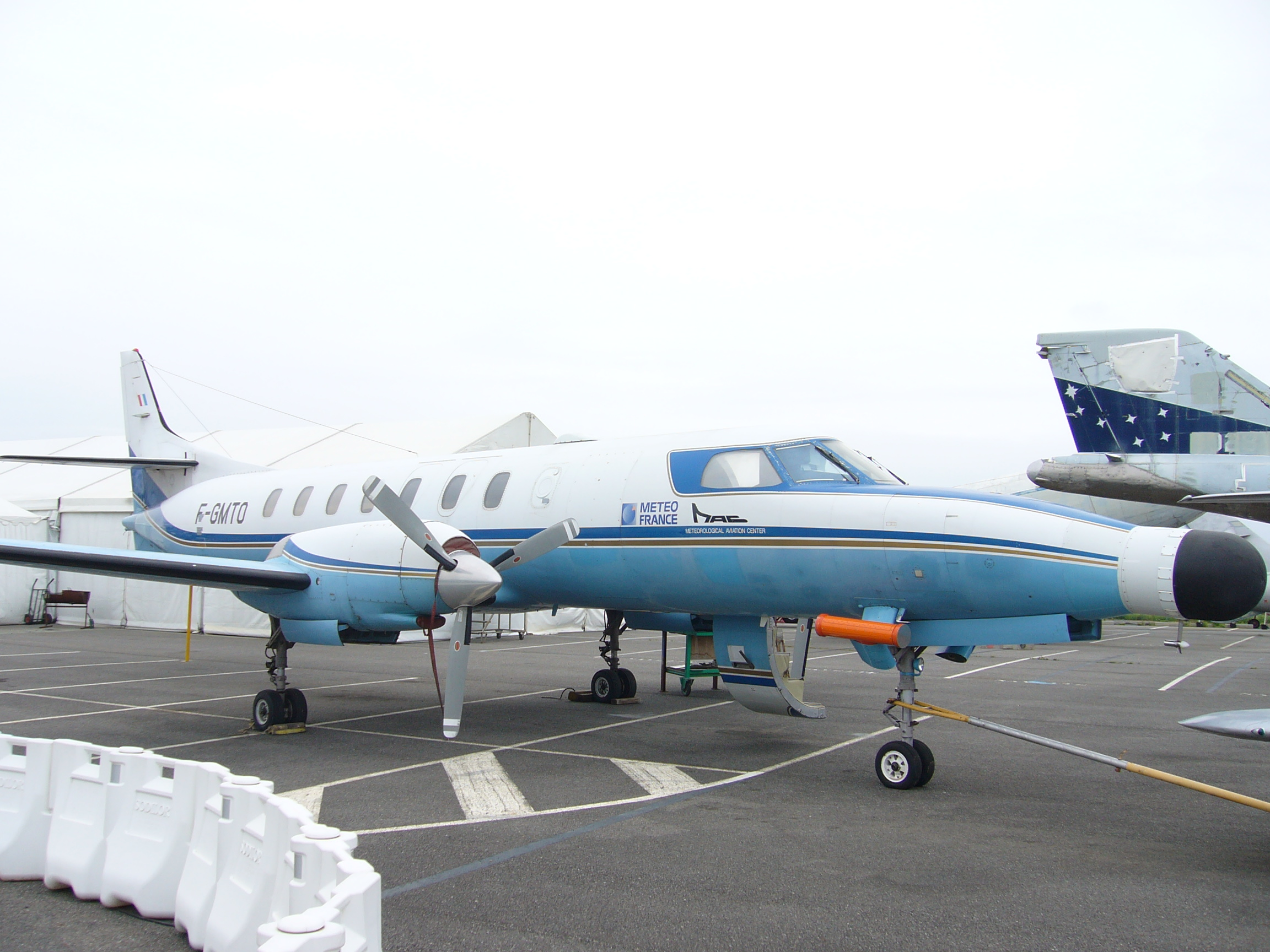
Avion Merlin IV de Météo-France au Musée Aeroscopia de Toulouse en 2012.

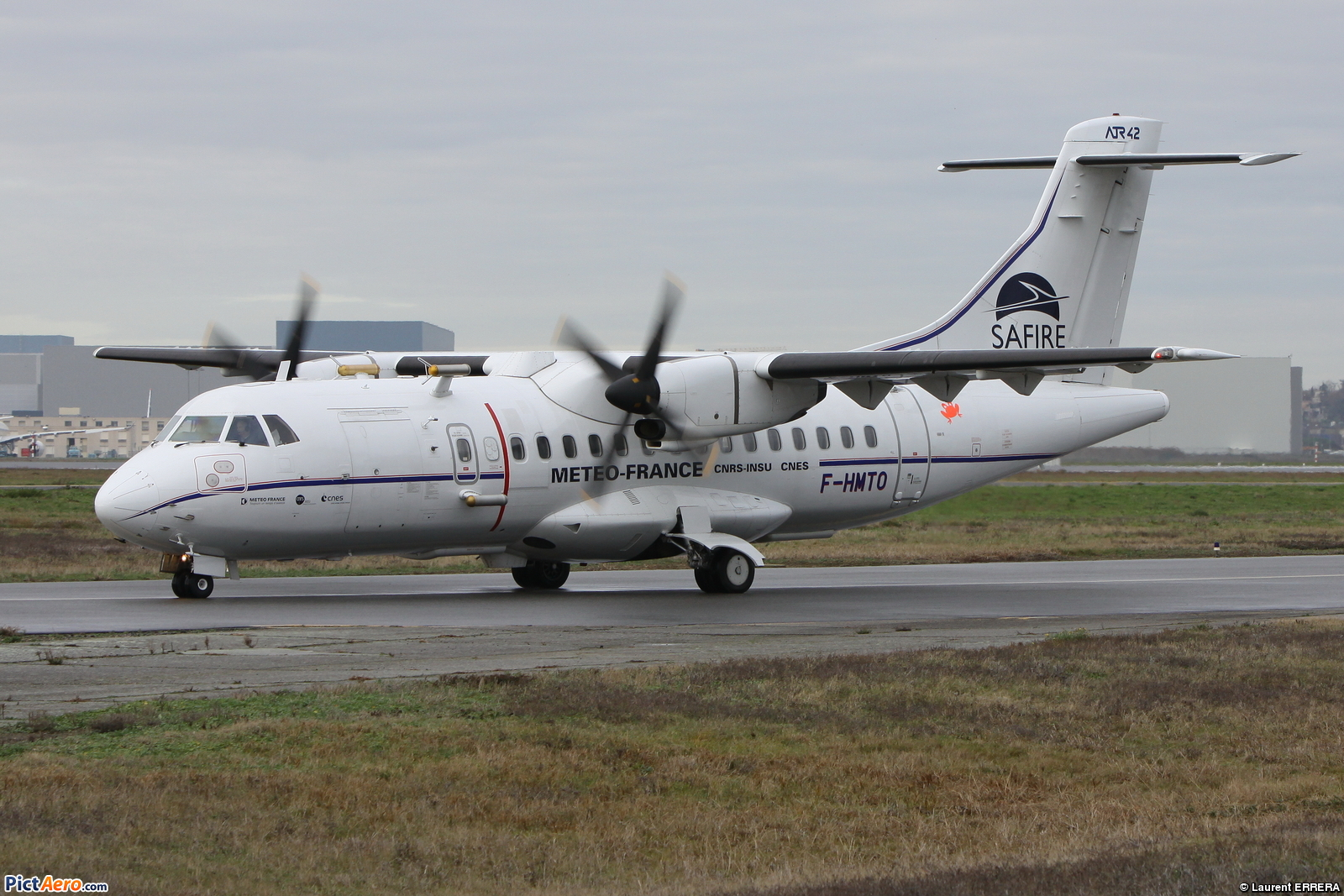
Avion de Météo-France (SAFIRE) à Toulouse Blagnac en 2011.

Les activités de recherche de Météo-France viennent en support à l'ensemble des métiers de l'établissement. Elles sont les sources des innovations mises en œuvre en matière d'observation, de prévision numérique du temps et de simulation climatique. La DESR (direction de l'enseignement supérieur de et la recherche) de Météo-France comprend, en association avec le CNRS et d'autres organismes :
- le Centre national de recherche météorologiques (UMR 3589 CNRM, Météo-France et CNRS).
- le Laboratoire de l’atmosphère et des cyclones  (UMR 81 LaCy, Météo-France, CNRS et UR - université de La Réunion)
- le Service des avions instrumentés pour la recherche instrumentale en environnement (UAR 2859 Météo-France, CNRS, Cnes).

En 2022, le CNRM compte environ 100 chercheurs, 150 ingénieurs, techniciens et administratifs, 50 post-doctorants et 60 doctorants .
Les orientations stratégiques fixées par l'État à Météo-France sur la période 2012-2016 font de la recherche une priorité de l'établissement pour lui permettre de "s'imposer comme une référence par son excellence scientifique, technique et opérationnelle".
Les travaux de recherche portent principalement sur la prévisibilité des phénomènes atmosphériques, l'étude du climat et du changement climatique, le cycle de l'eau, l'étude des échanges océan/atmosphère, la physico-chimie atmosphérique, la météorologie urbaine, l'assimilation et la modélisation pour la prévision numérique du temps, les développements instrumentaux et la modélisation pour la prévision numérique du temps, les développements instrumentaux et l'étude du manteau neigeux.
Météo-France mène en outre des recherches sur la prévision des cyclones. Elles sont portées par la cellule recherche cyclone, en lien avec le CNRM. La cellule recherche cyclone est une division de la direction interrégionale Océan Indien de Météo-France et fait partie du LACy (Laboratoire de l'atmosphère et des cyclones - UMR 8105 CNRS/Météo-France/université de la Réunion).
Afin de pouvoir emporter des instruments de recherche au sein même des phénomènes météorologiques à étudier, Météo-France (comme
la direction de la météorologie nationale, précédemment), a exploité plusieurs avions, souvent largement modifiés.
En 1968, elle exploitait un Cessna 206TU puis début des années 1980, un Piper Aztec (immatriculé F-BLEB toujours en service au sein de SAFIRE. De 1987 à 2002, Météo France exploitait un Merlin IV (F-GMTO), qui est maintenant visible dans le musée Aeroscopia à Blagnac.
Météo France possède actuellement un ATR-42 F-HMTO, qui est lui aussi exploité au sein de SAFIRE.

### Les activités commerciales
Les activités commerciales de Météo-France ont pour vocation de répondre aux attentes en prestation météorologique et climatologiques des grands secteurs de l'économie, sur un marché concurrentiel organisé en deux grands domaines, les citoyens et le secteur professionnel.

#### Météorage
Le réseau national de détection de la foudre est équipé de 20 capteurs répartis sur le territoire métropolitain qui suffisent à détecter plus de 98 % des impacts au sol avec une précision médiane de 100 m. Chaque capteur détecte les éclairs dans un rayon maximum de 1 000 kilomètres. Il est géré par la filiale Météorage qui commença comme une entreprise indépendante en 1987. En 2001, la société est rachetée par Météo-France et un partenaire minoritaire, Global Atmospheric Inc., une firme américaine chef de file mondial dans la production et l'utilisation de détecteurs de foudre. Vaisala rachète cette dernière l'année suivante et la renomme Vaisala-GAI Inc,.
Météorage fournit des informations à Météo-France et compte en 2021 plus de 3 000 clients dans une multitude de secteurs d'activité. Parmi ceux-ci figurent des entreprises aéronautiques comme Turboméca, des sites récréatifs comme le parc d'attraction Disneyland Paris, des hôpitaux, la Fédération de l'hôtellerie de plein air (FNHPA), etc., tant en France que dans d'autres pays grâce à son association avec des sociétés partenaires européennes et ailleurs dans le monde. Son réseau de détecteurs est également étendu à une large partie de l'Europe de l'Ouest avec une centaine de capteurs.
Les services sont l'évaluation climatologique des risques de foudre dans des zones visées par projets de développement, les alertes en cas d'orages et le suivi des orages en temps réel, le développement d'outils de prévision de la foudre en conjonction avec les modèles de prévision immédiate avec des partenaires. La société vend aussi son expertise à propos de l'installation de réseaux de détection de foudre pour des clients spécialisés.
En 2021, cette filiale Météorage compte 25 employés et est dirigée par Dominique Lapeyre de Chavardès.

#### Publicité
En 2025, les espaces publicitaires des médias numériques sont gérés par France Télévision Publicité pour les applications mobile, les sites dédiés à la métropole et aux Outre-mer sauf pour la Nouvelle Calédonie et Wallis et Futuna confiés à l'agence Skazy.

## Responsabilités et coopérations internationales
La coopération internationale est essentielle en météorologie et climatologie, aussi bien sur le plan opérationnel que pour la recherche. Météo-France représente la France et participe activement aux activités des quatre organisations mondiales et européennes qui structurent cette collaboration :
- l'Organisation météorologique mondiale (OMM), institution spécialisée de l'Organisation des Nations unies (ONU), qui assure une coordination en termes de standard technique sur le plan international ;
- l'Organisation européenne pour l'exploitation des satellites météorologiques (Eumetsat) qui est chargé de la définition et la mise en œuvre du système d'observation satellitaire mutualisé sur le plan européen, notamment Météosat et MetOp ;
- le Centre européen pour les prévisions météorologiques à moyen terme (CEPMMT), qui fédère les efforts européens en la matière et apporte son concours aux divers services météorologiques nationaux ;
- le groupement d'intérêt économique EUMETNET qui rassemble les services météorologiques européens afin de conduire la coordination dans tous les autres domaines (observations in situ, formation, protection des radiofréquences, etc.) ;

Météo-France assume des responsabilités opérationnelles dans le cadre d'autres institutions internationales :
- Surveillance des nuages de cendre volcanique, et production de messages d'avertissement à l'aéronautique, sur une grande partie de l'Europe de l'Ouest, et l'Afrique, en tant que VAAC désigné par l'Organisation de l'aviation civile internationale (OACI).
- Production des bulletins de prévision météorologiques pour le Système mondial de détresse et de sécurité en mer (SMDSM), sur les zones Metareas II (partie Est de l'Atlantique central) et III (Méditerranée occidentale).
- Suivi de dispersion atmosphérique de polluants, en tant que Centre météorologique régional spécialisé pour l'Agence internationale à l'énergie atomique (AIEA)

Certaines entités en outre-mer ont des responsabilités importantes au niveau international :
- La direction interrégionale Antilles-Guyane basée à la Martinique, à l'aéroport international Félix Éboué de Cayenne maintient des bureaux et opérations au Centre spatial guyanais pour l’Agence spatiale européenne (ASE) et le Centre national d'études spatiales (CNES) à Kourou afin d'assister les campagnes de lancement du programme européen de la fusée Ariane.
- La Direction interrégionale Océan Indien, basée à Saint-Denis (La Réunion) est désignée par l'Organisation météorologique mondiale (OMM) comme le Centre météorologique régional spécialisé (CMRS) pour la fourniture des prévisions, de la surveillance et des bulletins d'alerte sur les cyclones tropicaux dans la région Sud-Ouest de l'océan Indien.
- La Direction interrégionale de Polynésie française basée à Papeete, bien que non désignée comme le CMRS officiel pour les cyclones de l'océan Pacifique Sud, a été mandatée par l'OMM pour fournir les prévisions et alertes dans les îles Pitcairn (britanniques) voisines.
- La Direction interrégionale de la Nouvelle-Calédonie, Météo-France partage les responsabilités avec le Service de la météorologie de la Nouvelle-Calédonie.

Météo-France intervient aussi en appui des politiques françaises de coopération et d'aide au développement. En Afrique, Météo-France soutient ainsi le Centre africain pour les applications de la météorologie au développement (Acmad).

## Identités visuelles

Logos de Météo-France
Logo de 1993 à 2016.
Logo de 2016 à 2023.
Logo depuis août 2023.